# Arthur de Sloover
 (février 2019).
Si vous disposez d'ouvrages ou d'articles de référence ou si vous connaissez des sites web de qualité traitant du thème abordé ici, merci de compléter l'article en donnant les références utiles à sa vérifiabilité et en les liant à la section « Notes et références ».
Pour les articles homonymes, voir De Sloover.
Arthur de Sloover, né le 3 mai 1997 a Courtrai, est un joueur de hockey sur gazon international belge évoluant au poste de défenseur au Royal Beerschot Hockey Club.

## Biographie
De Sloover a commencé à jouer au hockey à l'âge de 4 ans au Saint-Georges HC de Courtrai. Là, il rejoint l'équipe première à l'âge de quinze ans. Quelque temps plus tard, il est passé au Royal Beerschot THC. En 2022, le défenseur a commencé à travailler pour les Néerlandais HC Oranje-Rood.
En 2018, De Sloover devient champion du monde avec l'équipe belge en battant les Pays-Bas en finale. Il a remporté la médaille d'or avec les Lions Rouges aux Jeux Olympiques de 2020. Il a été choisi comme la ’Rising Star of the Year’ pour la saison 2018 selon un référendum organisé par la Fédération internationale de hockey (FIH).
Sa sœur, ses deux parents et son grand-père sont également actifs au hockey, tout comme sa nièce Alix Gerniers.
De Sloover a remporté le prix du talent masculin aux FIH Player of the Year Awards en 2019 et en 2022, il a participé à Marble Mania sur VTM.

## Palmarès
- Vainqueur du hockey sur gazon aux jeux olympiques de 2020
- Vainqueur du Championnat d'Europe 2019
- Vainqueur de la Coupe du monde de hockey sur gazon 2018
- Finaliste du Championnat d'Europe 2017